# Eight (álbum)
EIGHT é o oitavo álbum de estúdio da banda Do As Infinity, lançado em 19 de janeiro de 2011 pela Avex Trax. Das 12 músicas no álbum, 4 foram lançadas anteriormente em singles do Do As Infinity. O álbum foi lançado em duas edições diferentes: uma em versão CD e uma edição limitada com CD+DVD. O DVD contém clipes de três músicas e um curto documentário sobre a turnê da banda em 2010.
Entre 1º de setembro e 31 de outubro de 2009, a segunda parte de um concurso chamado Do! Creative! foi realizada para dar aos fãs de Do As Infinity a chance de compor canções que a banda viria a tocar. Das canções recebidas, "Everything Will Be All Right", composta por Shohei Ohi foi selecionada para estar no 'EIGHT'.

## Lista de faixas
| N.º            | Título                                                                   | Compositor(es)                         | Duração |  |
| 1.             | "Baby! Baby! Baby!"                                                      | Masanori Ouchi                         | 3:51    |  |
| 2.             | "Special" (Especial)                                                     | Ryo Owatari                            | 3:48    |  |
| 3.             | "1/100"                                                                  | Ryo Owatari                            | 3:44    |  |
| 4.             | "Hand in Hand" (De Mãos Dadas)                                           | Kenn Kato                              | 5:07    |  |
| 5.             | "Wonderful Life" (ワンダフルライフ - Wandafuru Raifu - Vida Maravilhosa) | Ryo Owatari, Tomiko Van                | 3:39    |  |
| 6.             | "Boku ga Egaiteta Boku" (僕が描いてた僕 - O Eu que Desenhei)             | Zenta                                  | 3:57    |  |
| 7.             | "JIDAISHIN"                                                              | Kazunori Watanabe                      | 3:55    |  |
| 8.             | "Everything Will Be All Right" (Vai Ficar Tudo Bem)                      | Tomiko Van                             | 4:58    |  |
| 9.             | "Fly to the Freedom" (Voe para a Liberdade)                              | Kyasu Morizuki                         | 5:02    |  |
| 10.            | "Dear Memories" (Queridas Memórias)                                      | Tomiko Van                             | 4:57    |  |
| 11.            | "1176 Jikan" (1176時間 - 1176 Horas)                                     | Psycho Kawamura                        | 4:30    |  |
| 12.            | "Kimi ga Inai Mirai" (君がいない未来 - Um Futuro Sem Você)               | Kano Inoue, Kyasu Morizuki, Tomiko Van | 4:19    |  |
| Duração total: | Duração total:                                                           | Duração total:                         | 51:47   |  |

| DVD |                                                        |         |  |
| N.º | Título                                                 | Duração |  |
| 1.  | "1/100" (Videoclipe)                                   | 4:20    |  |
| 2.  | "Hand in Hand" (Videoclipe)                            | 5:27    |  |
| 3.  | "Kimi ga Inai Mirai" (Videoclipe)                      | 4:32    |  |
| 4.  | "Do As Infinity Live 2010: Documentary" (Documentário) | 22:52   |  |